# Lincheng
Lincheng (en chino, 临城; pinyin, Línchéng) es un condado  bajo la administración directa de la Prefectura Xingtai en la Provincia de Hebei, República Popular China.  Su área es de 728 km² y su población total para 2010 superó los 200 mil habitantes.

## Administración
Desde julio de 2020, el  Condado Lincheng se divide en 8 pueblos que se administran en 5 subdistritos y 3  poblados.

## Toponimia
En la época de la Primavera y Otoño (770-476 a. C.), se construyó el asentamiento Linyi (临邑) dentro del territorio del actual condado. 
Durante la dinastía Han, se estableció el condado de Fangzi (房子县). Más tarde, en la dinastía Qi del Norte, este condado fue incorporado al condado Gaoyi (高邑). En la dinastía Sui, se restauró el Fangzi, trasladándose su sede al antiguo asentamiento de Linyi (临邑). Finalmente, en el primer año de la era Tianbao (742 d. C.) de la dinastía Tang, el nombre fue cambiado a Lincheng (临城 'ciudad lin'), en honor al antiguo asentamiento Linyi (临邑) ubicado en la región.